# Pi Bootis
Pi Bootis (π Bootis, förkortad Pi Boo, π Boo), som är stjärnans Bayer-beteckning, är sannolikt en trippelstjärna i södra delen av stjärnbilden Björnvaktaren. Den har en kombinerad skenbar magnitud av 4,50 och är synlig för blotta ögat där ljusföroreningar ej förekommer. Baserat på parallaxmätning inom Hipparcosuppdraget på ca 10,7 mas, beräknas den befinna sig på ett avstånd av ca 310 ljusår (90 parsek) från solen.

## Egenskaper
Primärstjärnan Pi1 Bootis är en blå till vit jättestjärna av spektralklass B9 IIIp (MnHgSi). Det är en kemiskt ovanlig stjärna av HgMn-typ, med ett spektrum som visar anomala överskott av kvicksilver, mangan och kisel. Den har en massa som är ca 3,5 gånger större än solens massa, en radie som är ca 3,2 gånger solens radie och avger ca 214 gånger mer energi än solen från dess fotosfär vid en effektiv temperatur på ca 12 100 K.
Pi1 Bootis är sannolikt en enkelsidig spektroskopisk dubbelstjärna med en okänd följeslagare. Dess synliga följeslagare, Pi2 Bootis, av magnitud 5,76 är en vit stjärna i huvudserien av spektralklass A6 V, som år 2010 var separerad med 5,537 ± 0,003 bågsekunder vid en positionsvinkel på 110,5° ± 0,5°. Detta motsvarar en projicerad separation av 538,6 ± 47,7 AE.